# Friedrich zu Rhein
Friedrich zu Rhein († 5. Januar 1451) war von 1437 bis zu seinem Tod Fürstbischof von Basel.
Friedrich entstammt dem Mühlhausener Zweig des Basler Ministerialengeschlechts Zu Rhein. Seine Eltern waren Fritschmann der Jüngere zu Rhein-Häsingen und Ursula von Halle. Sein Bruder Alexander war Domherr in Basel, seine Schwester Agnes war Äbtissin des Klosters Heiligkreuz bei Colmar, eine weitere Schwester Clara war Priorin des Klosters Klingental. Der Basler Bischof Kaspar zu Rhein war sein Grossneffe.
Friedrich studierte von 1406 bis 1407 in Heidelberg. Er wurde 1398 Domherr in Basel, 1419 Domkustos. In Konstanz ist er 1430 als Domherr belegt und wurde Archidiakon des Breisgaus. Bei der Bischofswahl am 9. Januar 1437 entfiel auf Friedrich die Mehrheit der Stimmen, genauso wie bei der Wiederholung der Wahl am Folgetag. Der unterlegene Bernhard von Ratsamhausen akzeptierte die Wahlentscheidung nicht und appellierte an das Konzil. Er wurde erst 1440 mit Geld und der Position des Domkustos abgefunden.
Friedrich erhielt am 9. Februar die päpstliche Bestätigung, die Weihe durch den Bischof von Digne erfolgte am 5. Mai. Die Regalien hatte ihm Kaiser Sigismund bereits am 4. Februar verliehen. Der Basler Bischof gehörte 1439 zu den Wählern des Gegenpapstes Felix V., auch die Stadt Basel unterstützte Felix. Erst 1448 unterwarf sich Friedrich dem Papst zu Rom, die gegen ihn verhängte  Exkommunikation wurde am 29. Juni von Papst Nikolaus V. aufgehoben. Der bei seinem Klerus wenig angesehene Friedrich feierte weder die Messe noch übte er kirchlichen Funktionen aus.
König Friedrich III. ernannte ihn 1442 zum kaiserlichen Rat. Zu Rhein war ein erfahrener politischer Vermittler unter anderem zwischen Österreich und Bern oder 1444 zwischen Basel und Österreich. Er liess die bischöflichen Schlösser in Kallenberg, Goldenfels sowie Delémont ausbauen und gründete 1447 ein Spital in Delémont. Nach seinem Tod am 5. Januar 1451 wurde er im Basler Münster beigesetzt.